# Heydər Əliyev Merkezi

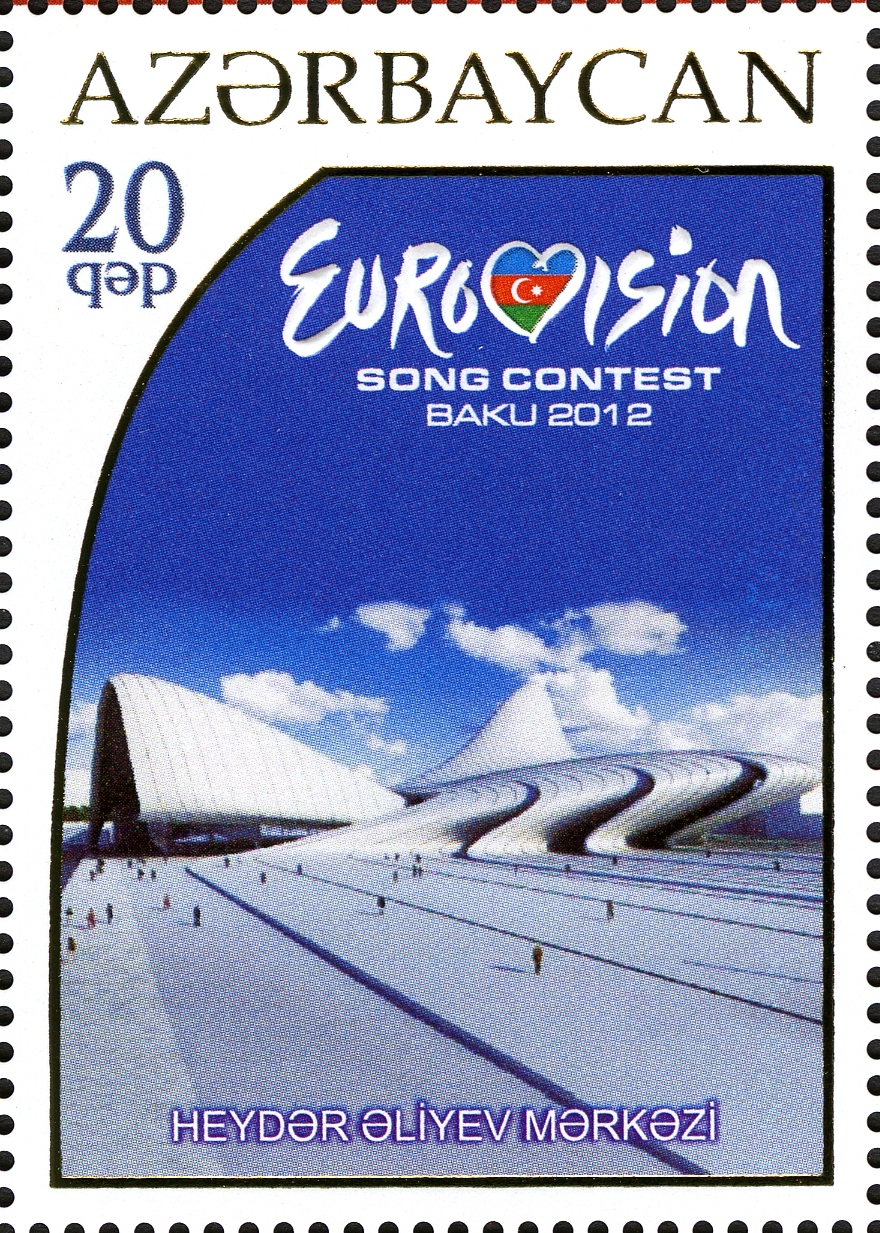
Das Kulturzentrum auf einer Briefmarke zum Eurovision Song Contest 2012 in Baku

Das Heydər Əliyev Merkezi (dt.: Heydər-Əliyev-Zentrum, auch Heydar-Aliyev-Zentrum) ist ein Kulturzentrum in der aserbaidschanischen Stadt Baku. Benannt ist es nach dem ehemaligen Präsidenten Heydər Əliyev.

## Geschichte
Das Zentrum wurde zwischen 2007 und 2012 nach Plänen der irakisch-britischen Architektin Zaha Hadid erbaut und am 12. Mai 2012 von Präsident İlham Əliyev eröffnet. Erster Direktor ist Ənər Ələkbərov.

## Lage
Der Baukörper steht oberhalb eines terrassierten Parks mit einer Grundstücksgröße von 111.292 m² im Zentrum von Baku am Heydər-Əliyev-Prospekt.

## Architektur
Das Gebäude besteht aus einem Betonbaukörper, der von einem fließenden Raumfachwerk umhüllt wird, das mit weißen Platten bedeckt ist. So entsteht ein fast monolithischer, skulpturaler Eindruck. Teile der Fassade sind großflächig verglast. Die äußeren fließenden Formen setzen sich konsequent im Inneren fort. Der Architekt Piers Gough, einer der Juroren des London-Design-Museum-Wettbewerbs, schwärmte von dem Bau als einem „betäubend schönen Gebäude von einer der brillantesten Architektinnen auf der Höhe ihres Könnens“.

## Nutzung
Die Fläche des Gebäudes beträgt rund 100.000 m², mehr als die Hälfte stehen für das Nationalmuseum, eine Bibliothek sowie Ausstellungs-, Konzert- und Konferenzsäle in unterschiedlicher Größe zur Verfügung. Die übrige Fläche wird für Treppenhäuser, Technik- und Versorgungsräume usw. genutzt. Das Auditorium bietet Platz für 1.000 Menschen.

## Auszeichnungen
Im Jahr 2014 erhielt das Gebäude die Auszeichnung Design of the Year des Design Museum London. Hadid erhielt als erste Frau diesen Preis. Sie wurde aber auch kritisiert, weil sie für das aserbaidschanische Regime arbeitete, dem Menschenrechtsverletzungen vorgeworfen werden.